# Rave (muziekgenre)
Rave is een muziekgenre dat vaak opvallende, pakkende, elektronische of synthesizertunes en pianodeuntjes kent. Het genre is rond 1990 ontstaan in Groot-Brittannië, maar splitste zich al snel in twee varianten: een Britse en een Duitse variant. Beide varianten hebben bovenstaande kenmerken maar beide hebben ook hun eigen karakteristieke eigenschappen. Bovendien is de erfenis die uit beide genres voortkomt behoorlijk verschillend. 
Rave wordt wel verward met happy hardcore, dat later uit de rave en hardcore house ontstond. Rave is een combinatie van electro, techno, trance, acid house, New beat, italo house en italodisco. In de beginjaren werd de rave nog onder acid house gerekend, maar na verloop van tijd werd het steeds meer een aparte muzieksoort. De naam is ontleend aan het Engelse werkwoord to rave, dat 'feesten' betekent. Een rave staat daarom in de muziekwereld naast het genre ook voor een feest, zie verder rave (feest). De lyrics van het muziekgenre stralen een positief of happy karakter uit. Het zijn vaak hoge stemmetjes met woorden zoals "fantasy, rainbows, stars, wonderland, raveland, magic". De Rave kent in tegenstelling tot de happy hardcore wel een breakbeat en klinkt vaak ook duisterder dan de Happy Hardcore. 

## Britse variant
De Britse variant van rave ontstond rond 1990. Het genre groeide snel aan populariteit en op het platteland schieten raves als paddenstoelen uit de grond. Pioniers waren acts als Altern-8, Bizarre inc., Shades of Rhythm, Acen en SL2. Maar ook bekende acts als The Prodigy en 4hero vinden hun oorsprong in de Britse rave. Na 1992 leek het genre over zijn hoogtepunt heen en rond 1994 was het genre zo goed als verdwenen. De scene ontwikkelde zich door tot jungle, dat later drum and bass ging heten. Veel toonaangevende drum-and-bassproducers vinden hun oorsprong in de ravescene. Voorbeelden daarvan zijn Goldie, Jonny L en Aphrodite.
De bloeiperiode van de Britse rave was kort en hevig. De invloed bleef echter aanwezig binnen de dancescene. Niet in de laatste plaats omdat veel producers actief bleven in andere genres. Ook keren er geregeld elementen van de Britse rave terug in genres als drum and bass, breakbeat en dubstep. Later verschenen er ook nieuwe albums met ravemuziek die uit nostalgisch perspectief als een ode aan de ravetijd zijn gemaakt. Een voorbeeld hiervan is Het album Class of 1992 (2007) van Glowstyx, een alter ego van Bong-Ra. Ook Zomby maakte een dergelijk album met Where were u in ´92 (2008). Beide albums verwijzen naar het piekjaar 1992.

## Duitse variant
De pioniers van de Duitse variant van het genre waren in de jaren tachtig WestBam, Dr. Motte en Klaus Jankuhn. De Duitse rave kwam tot bloei toen de Britse alweer aan het verdwijnen was. Een van de eerste hits in het genre was het nummer Das boot van U96 (1992). Het genre piekte in populariteit rond 1995. Uit De Duitse rave-scene ontstond ook de hardtrance, zoals de muziek van onder andere DJ Dick, broer van Westbam, meteen werd genoemd. Het genre leunt naar diverse stijlen binnen de dancewereld, van electro en trance/hardtrance naar techno tot hardhouse, hardcore en de latere hardstyle. De artiesten binnen het genre maakten meer dan eens kruisbestuivende muziek en uitstapjes naar andere genres.
In Duitsland was de benaming rave sinds begin jaren 2000 enigszins verdwenen als genrenaam, zeker in de media. Dit kwam mede doordat het voorbij was gestoken door andere stijlen uit de dancescene en men het genre vaker opdeelde volgens de stijl waar het tegen aanleunde, waarbij een groot deel werd bestempeld als techno. Maar de muziekstijl werd nog altijd als rave aangeduid ter verduidelijking. 
Enkele bekende artiesten binnen de Duitse ravemuziek zijn WestBam, Dune, Marusha, U96, RMB, Interactive, Scooter en Ravers World.
De twee grootste muziekfeesten in de Duitse dancescene, Mayday en de Love Parade, kwamen voort uit de ravescene.

## Voorbeelden van Britse ravehits
- The Prodigy - Out of space
- The Prodigy - Charly
- The Prodigy - Android
- SL2 - On a raggatip
- Baby D - Let me be your fantasy
- N-Trance - Set you free
- Liquid - Sweet harmony
- Jonny L - Hurt u so
- 4hero - Mr. Kirk´s nightmare
- Dream Frequency - Feel so real
- Bizarre inc. - Playing with knives
- Shades of Rhythm - The Sound of Eden
- Together - Hardcore uproar
- The Hypnotist - The House is Mine
- Acen - Window in the sky
- 2 Bad Mice - Bombscare
- Rufige cru - Terminator
- Love Decade - So real
- Rozalla - Everbody´s free
- Rozalla - Are you ready to fly
- Urban shakedown ft. Mickey Finn (producer) - Some justice
- Dance conspiracy - Dub war
- A Homeboy, A Hippie & A Funki Dredd - Total Confusion
- Rachel Wallace - Tell me why
- N-Joi - Anthem
- Shut Up & Dance - Raving I'm Raving
- Nicolette - O Si Nene
- Carl Cox - I Want You (Forever)
- Genaside II - Narra Mine

## Voorbeelden van Duitse ravehits
- WestBam - Monkey Say, Monkey Do
- WestBam - Mayday
- WestBam - Gelebration Generation
- WestBam - Beatbox Rocker
- 3 Phase - Der Klang Der Familie
- Dune - Can't Stop Raving
- Dune - Rainbow To The stars
- Dune - Million Miles From Home
- Dune - Hand In Hand
- Starchild - Starchild
- Marusha - Somewhere Over The Rainbow
- Marusha - Trip to Raveland
- Marusha - It Takes Me Away
- RMB - No Obedience
- RMB - Spring
- RMB - Experience
- RMB - Whispering
- RMB - Redemption
- Interactive  - Forever Young
- Ravers World - Paradise Of Rave
- Mark 'Oh - Tears Don't Lie
- Mark 'Oh - Love Song
- Mark 'Oh - Droste, hörst du mich
- Tokyo Ghetto Pussy -  To Another Galaxy
- Tokyo Ghetto Pussy - I Kiss Your Lips
- Tokia - Big In Japan
- Star Wash - Strong Like A Lion
- DJ Hooligan - Rave Nation
- Perplexer - Acid Folk
- Perplexer - Love Is In The Air
- Das Modul - Frühlingsgefühle
- Das Modul - 1100101
- Blümchen - Engel der Nacht
- Blümchen - Odyssee In 3D
- Blümchen - Reise durch die Zeit
- Blümchen - Herz an Herz
- N.U.K.E. - Nana
- Moonraver - Sterne
- Music Instructor - Hymn
- Sunbeam - One Minute In Heaven
- Zombie Nation - Kernkraft 400
- DJ Gazza - Heaven 'N Earth
- Dave McCullen - Rave Heaven
- DJ Gazza - I Wanna Be With You
- Cascada - Never Ending Dream
- Dj Rankin - I am A Raver
- XTM - Fly On The Wings Of Love